# Natalsparris
Natalsparris (Asparagus densiflorus) är en art i familjen sparrisväxter och förekommer naturligt i Sydafrika. Arten odlas som rumsväxt i Sverige och används ibland som snittgrönt i buketter.

## Sorter
Svanssparris (A. densiflorus 'Myersii') har upprätta stjälkar med mycket täta smågrenar, vilket ger ett svansliknande utseende.

## Synonymer

### Svenska synonymer
Arten kallas ibland plymsparris, vilket dock är det svenska namnet på arten A. africanus.

### Vetenskapliga synonymer
Asparagopsis densiflora Kunth
Asparagus myriocladus Baker
Asparagus sarmentosus var. densiflorus (Kunth) Baker
Asparagus ternifolius (Baker) Hook.f.
Protasparagus densiflorus (Kunth) Oberm.